# José Antonio Abad Vidal
José Antonio Abad Vidal (* in Sanlúcar de Barrameda, Provinz Cádiz, Spanien) ist ein spanischer Pianist, Komponist und Musikpädagoge.

## Leben
José Antonio Abad Vidals Vater, der Violine und Klavier studiert hatte, führt José Antonio in die Musik ein. Den ersten Musikunterricht erhielt er an der Aula de Música in Sanlúcar de Barrameda. Er studierte darauf am Conservatorio Superior de Música „Manuel Castillo“ de Sevilla. José Manuel de Diego und Ana Guijarro (* 1955) unterrichteten ihn am Klavier, José María Redondo im Fach Kammermusik und Manuel Castillo (1930–2005), Antonio José Flores und Luís Ignacio Marín (* 1955) im Fach Komposition. Er erreichte Abschlüsse in Solfège, Musiktheorie, Klavierbegleitung, Klavier und Komposition. Weitere Kurse belegte er bei dem belgischen Pianisten Frederic Gevers (1923–1997), den Pianistinnen Pilar Bilbao und Carmen Bravo, der Witwe Federico Mompous, Cristóbal Halffter, dem Bachexperten Daniel Vega Cernuda und den Komponisten Ramón Roldán Samiñán (* 1954), Joan Guinjoan (* 1931) und Philippe Hurel (* 1955). Einige seiner Werke wurden beim Festival de Música Española de Cádiz und beim X Ciclo de Música Contemporánea des  Orquesta Filarmónica de Málaga aufgeführt. Interpreten seiner Musik sind unter anderem die Pianisten Alberto González Calderón und Javier Perianes so wie die  Sopranistin Rosa Maria de Alba. Er unterrichtete Klavier am Real Conservatorio Profesional de Música „Manuel de Falla“ de Cádiz und am Conservatorio Profesional de Música „Joaquín Villatoro“ de Jerez de la Frontera.  Zur Zeit unterrichtet er auch Klavier am Conservatorio Elemental de Música „Joaquín Turina“ de Sanlúcar de Barrameda.

## Werke (Beispiel)
- Preludio Nr. 2 für Klavier. Aufgeführt von Javier Perianes (* 1978) am 21. November 2003 in Cádiz.[2]